# Enero negro
El enero negro (en azerí: Qara Yanvar), también conocido como el sábado negro o la masacre de enero, fue una violenta represión en Bakú, Azerbaiyán, ocurrida los días 19 y 20 de enero de 1990, de conformidad con el estado de emergencia durante la disolución de la Unión Soviética y después de los pogromos y la violencia contra la población armenia en Bakú.
En una resolución del 22 de enero de 1990, el Soviet Supremo de la República Socialista Soviética de Azerbaiyán declaró que el decreto del Presídium del Sóviet Supremo de la Unión Soviética de 19 de enero, utilizado para imponer el estado de emergencia en Bakú y el despliegue militar, constituía un acto de agresión. El enero negro es visto como el renacimiento de la República de Azerbaiyán. Fue una de las ocasiones durante la glasnost y la perestroika en la que la Unión Soviética utilizó la fuerza contra los residentes.

## Desarrollo de los hechos

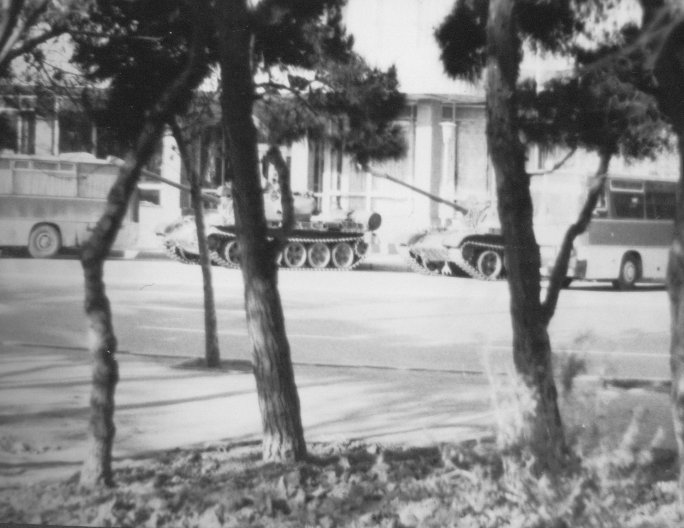
Tanques soviéticos junto al Hotel Azerbaidzhán de Bakú.

En diciembre de 1989, los azerbaiyanos que vivían en las regiones fronterizas con Irán rompieron las vallas que separaban ambos territorios exigiendo lazos más estrechos con los azerbaiyanos étnicos que vivían en Irán. Las autoridades locales de Jalilabad se rindieron a los manifestantes, volviendo a la administración del Frente Popular de Azerbaiyán. Esto fue seguido por una rotación no violenta de la administración de Lankaran al Frente Popular dos semanas después.
El 9 de enero de 1990, el Soviet Supremo de la República Socialista Soviética de Armenia votó a favor de incluir la región de Nagorno-Karabaj en su presupuesto y permitió a sus habitantes votar en las elecciones armenias, sin tener en cuenta la autoridad soviética y la jurisdicción azería, lo que provocó la ira en todo Azerbaiyán. Esto dio lugar a manifestaciones que exigían la destitución de los funcionarios comunistas de Azerbaiyán y pidieron la independencia de la Unión Soviética. Su retórica era, según un informe de Human Rights Watch, "en gran medida antiarmenia". El 12 de enero, el Frente Popular organizó un comité de defensa nacional con sucursales en fábricas y oficinas en Bakú para movilizar a la gente para la batalla contra los armenios.
Las autoridades locales de Azerbaiyán fueron incapaces de restaurar el orden, debido a disputas internas y divisiones que paralizaron su capacidad de actuación. Las autoridades azeríes también ordenaron a los 12 000 efectivos de las tropas del Ministerio del Interior no intervenir en los disturbios de Bakú, así como el numeroso Ejército soviético y la Flotilla del Caspio, alegando que no tenían órdenes de las autoridades de Moscú. El 13 de enero, comenzaron pogromos masivos contra los armenios, que se tradujo en noventa muertes, mientras que miles de personas huyeron o fueron evacuadas por el Ejército soviético.
El 15 de enero, las autoridades declararon el estado de emergencia en otras partes de Azerbaiyán (pero no en Bakú). Al mismo tiempo, por temor a una intervención de las autoridades centrales soviéticas, activistas del Frente Popular comenzaron un bloqueo de cuarteles militares. Ya habían tomado el control de facto en una serie de regiones de Azerbaiyán.
El 18 de enero, el Frente Popular ordenó a sus partidarios montar barricadas en las principales vías de acceso a Bakú con cientos de coches, camiones y autobuses. Al día siguiente, las autoridades soviéticas evacuaron a sus representantes y funcionarios locales, su traslado a los puestos de mando militar en las afueras de la ciudad, donde el ministro soviético de Defensa, Dmitri Yázov, y ministro del Interior, Vadim Bakatin, se situaron.
El 19 de enero, el Presídium del Sóviet Supremo de la Unión Soviética aprobó el decreto firmado por Mijaíl Gorbachov, la introducción de estado de emergencia en Bakú y algunos otros lugares de la República Socialista Soviética de Azerbaiyán. El decreto establecía lo siguiente:

En relación con la dramática escalada de violencia en la ciudad de Bakú, los intentos de las fuerzas extremistas criminales para quitar del poder mediante la organización de disturbios masivos a las autoridades estatales que actúan legalmente y en interés de la protección y seguridad de los ciudadanos, el Presídium del Sóviet Supremo de la Unión Soviética, guiado por el punto 14 del artículo 119 de la Constitución de la Unión Soviética, decreta: declarar desde el 20 de enero de 1990 el estado de emergencia en la ciudad de Bakú, mediante la ampliación de su territorio el efecto del Decreto de la Presidencia del Soviet Supremo de la Unión Soviética del 15 de enero de 1990.

El decreto contraviene los actos jurídicos vigentes en el momento, que siempre que el Presídium del Sóviet Supremo de la República Socialista Soviética de Azerbaiyán tendría que recurrir al gobierno central con la excepción correspondiente.

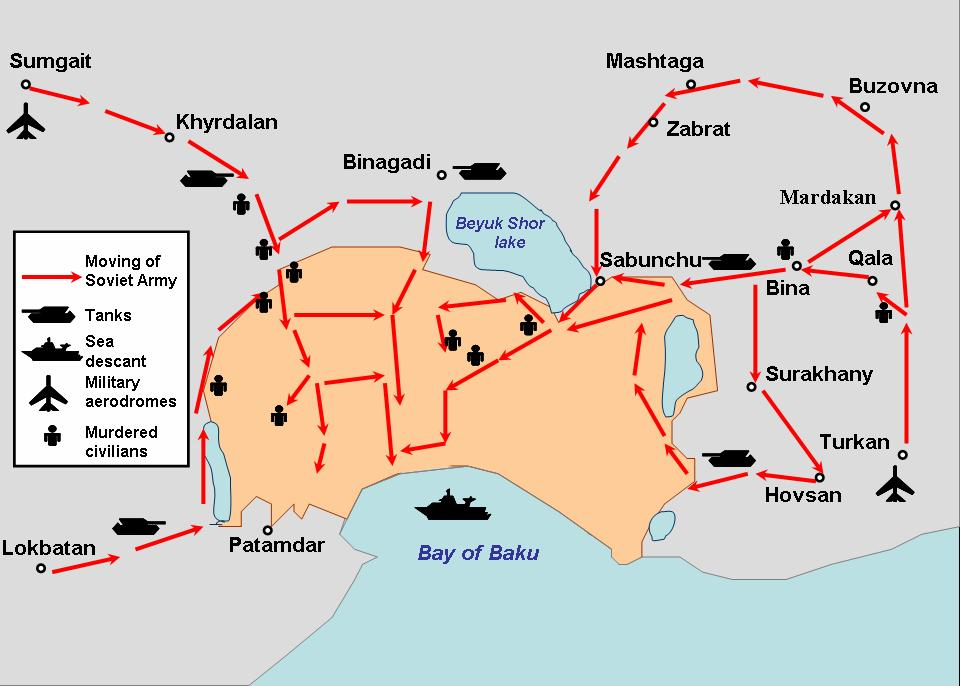
Invasión soviética de Bakú.

En la noche del 19 de enero de 1990, después de la demolición de la estación central de televisión y el corte de las líneas telefónicas y de radio de las fuerzas especiales soviéticas, 26 000 tropas soviéticas entraron en Bakú, rompiendo a través de las barricadas para aplastar al Frente Popular. Como señaló el presidente soviético Gorbachov, hombres armados del Frente Nacional de Azerbaiyán abrieron fuego contra los soldados; sin embargo, los resultados de la ONG Shield con sede en Moscú no encontraron evidencia de "combatientes armados del Frente Popular de Azerbaiyán", que fue utilizado como un motivo para aplastar a la población civil el 20 de enero.
La organización Shield, formada por un grupo de abogados y oficiales de reserva, observó violaciones de derechos humanos en el ejército y sus operaciones militares, llegó a la conclusión de que el Ejército emprendió una guerra contra los civiles y exigió iniciar una investigación penal contra el ministro de Defensa, Dmitri Yázov, que había llevado personalmente la operación. Los funcionarios del Ministerio del Interior de Azerbaiyán ayudaron a los activistas del Frente Popular en protagonizar agitación, proporcionándoles armas, instalaciones técnicas y de informarles sobre el movimiento de las unidades del ejército.
Las tropas atacaron a los manifestantes, disparando contra la multitud. El tiroteo continuó durante tres días. Actuaron de conformidad con el estado de emergencia, que se prolongó durante más de cuatro meses, declarados por el Presídium del Sóviet Supremo de la Unión Soviética, firmado por el presidente Mijaíl Gorbachov. El estado de emergencia fue, sin embargo, revelado a la sociedad azerí horas después del comienzo de la ofensiva, cuando muchos ciudadanos ya estaban muertos o heridos en las calles, hospitales y morgues de Bakú.
Casi toda la población de Bakú se puso a enterrar a los muertos al tercer día, el 22 de enero. Durante otros 40 días, dejaron de ir a trabajar como signo de luto y protesta masiva.

### Número de víctimas
Según un informe, 93 azerbaiyanos y 29 soldados soviéticos murieron en los enfrentamientos callejeros. Otros informes indican que 21 soldados murieron y 90 resultaron heridos en los enfrentamientos. Sin embargo, cómo murieron los soldados es un hecho que todavía es objeto de disputa. El número de víctimas mortales de los soldados fue reivindicado por las autoridades soviéticas para haber resultado de la resistencia armada, aunque algunos de los soldados podrían haber sido víctimas del fuego amigo.
Otras estimaciones indican que entre 133 y 137 civiles murieron, mientras que el número oficial alcanzaba los 300 muertos. Hasta 800 personas resultaron heridas y cinco desaparecieron. Otras 26 personas perdieron la vida en las regiones de Neftchala y Lankaran.

## Estado de emergencia
El presidente del Soviet Supremo de la Unión Soviética Mijaíl Gorbachov y otros funcionarios afirmaron que era necesario detener los pogromos y la violencia contra la población armenia y frustrar los esfuerzos de los extremistas para derrocar al gobierno de Azerbaiyán. El decreto del gobierno dijo: "Los grupos extremistas están organizando desórdenes masivos avivar la enemistad nacional. Están cometiendo actos criminales descarados, minando caminos y puentes, bombardeando asentamientos y tomando rehenes".
El ministro de Defensa Yázov también dijo que los nacionalistas estaban tramando un golpe de Estado en Azerbaiyán: "Planearon una reunión en la que se propuso declarar la transferencia de poder en manos del Frente Popular". Observó cómo el "Frente Popular", declaró su propio estado de emergencia en Bakú antes de que se adopte la medida y cómo los órganos soviéticos del Estado "dejaron de controlar la situación".

## Cobertura mediática

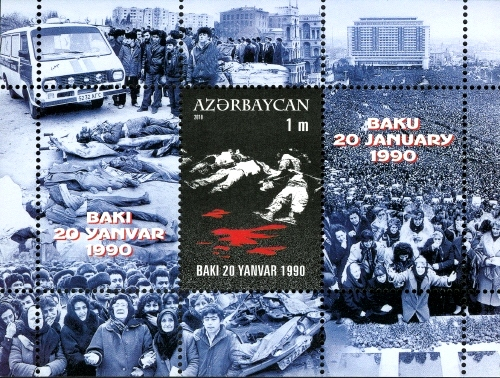
Sello azerí sobre el enero negro.

Durante los sucesos del enero negro, las autoridades soviéticas censuraron todas las noticias que llegaban desde Azerbaiyán a la población local y la comunidad internacional. En la víspera de la invasión militar soviética en Bakú, uno de los líderes del Frente Popular, Ejtibar Mamédov propuso a los funcionarios del Kremlin a comparecer en la televisión azerí a las 20.00 (hora local) anunciando que el Primer Secretario del Partido Comunista de Azerbaiyán, Abdurrahmán Vazírov, abandonaría y que las tropas no invadirían Bakú para restaurar el orden.
En cambio, fue volada una fuente de suministro de energía de la televisión y radio estatal azerí por los servicios de inteligencia a las 19:15 con el fin de aislar a la población de cualquier fuente de información. La televisión y radio en Azerbaiyán quedaron en silencio y los medios impresos fueron prohibidos. Pero Mirza Khazar y su personal en Radio Free Europe/Radio Liberty lograron transmitir informes diarios de Bakú, por lo que esa fue la única fuente de noticias para los azerbaiyanos dentro y fuera del país durante varios días. Los dirigentes del Kremlin se esforzaron por mantener al exterior e interior de la población de Azerbaiyán sin ser conscientes de la invasión militar, pero Mirza Khazar y su equipo frustraron este intento. Gracias a Mirza Khazar y su personal en Radio Liberty, los azeríes, dentro y fuera de Azerbaiyán, así como la comunidad internacional, se enteró de la invasión soviética y tuvieron la oportunidad de organizar acciones de protesta.
Impresionado por este "sorprendente" desarrollo, el gobierno de la Unión Soviética se quejó oficialmente a los Estados Unidos acerca de la cobertura de la invasión militar de Azerbaiyán de Radio Liberty. El 20 de enero de 1990 las emisiones convirtieron a Mirza Khazar en una leyenda entre los azerbaiyanos. Malahat Aghajanqizi, poeta y escritor azerbaiyano, describió la aparición de Mirza Khazar en la radio en el momento de la invasión militar soviética de la siguiente manera: "El 20 de enero, Mirza Khazar con su voz divina, regalo de Dios, dio esperanza al moribundo pueblo de Azerbaiyán".

## Consecuencias
Se celebró un período extraordinario de sesiones del Soviet Supremo de la República Socialista Soviética de Azerbaiyán el 22 de enero de 1990, a petición del público y por iniciativa de un grupo de diputados. Se trató de evaluar inicialmente los eventos del 20 de enero y aprobó algunos documentos que condenaban la operación represiva del Ejército soviético.
Memorial Society y Helsinki Watch publicaron, en mayo de 1991, que habían encontrado pruebas concluyentes de que la imposición del estado de emergencia había dado lugar a un incumplimiento injustificado de las libertades civiles y que las tropas soviéticas habían utilizado una fuerza injustificada que provocó numerosas muertes. Esto incluye el uso de vehículos blindados, bayonetas y fuego abierto contra ambulancias claramente identificadas como tal.
El informe de Human Rights Watch titulado "Black January in Azerbaijan" afirma: "En efecto, la violencia utilizada por el Ejército soviético en la noche del 19 al 20 de enero estaba tan fuera de proporción a la resistencia ofrecida por los azerbaiyanos que constituye un ejercicio de castigo colectivo. Dado que los funcionarios soviéticos habían declarado públicamente que el objetivo de la intervención de las tropas soviéticas era impedir el derrocamiento del gobierno dominado por los comunistas de la República de Azerbaiyán por la mentalidad nacionalista, la oposición no comunista y el castigo infligido en Bakú por los soldados soviéticos puede ser visto como una advertencia a los nacionalistas, no solo en Azerbaiyán, sino en las todas las Repúblicas de la Unión Soviética".
"Los acontecimientos posteriores en las Repúblicas Bálticas —donde, en un notable paralelismo a los eventos en Bakú, el presunto desorden civil fue citado como justificación para la intervención violenta de las tropas soviéticas— confirma, además, que el gobierno soviético ha demostrado que va a tratar duramente los movimientos nacionalistas", continuó el informe de Human Rights Watch.
El editorial de The Wall Street Journal del 4 de enero de 1995 declaró que Mijaíl Gorbachov optó por utilizar la violencia contra la "búsqueda de la independencia de Azerbaiyán". Cuando, un año más tarde, la prensa mundial criticó a Gorbachov por las violentas masacres de civiles en Lituania y Letonia, el público de Azerbaiyán lamentó el silencio de los medios de comunicación mundiales a las órdenes de Gorbachov el año anterior, durante el enero negro.

### Independencia de Azerbaiyán
El 18 de octubre de 1991, el Parlamento de Azerbaiyán restauró la independencia del país. El 14 de febrero de 1992, la Oficina del Fiscal General de Azerbaiyán inició una causa probable dirigida a las personas involucradas en la masacre. En marzo de 2003, la misma causa probable fue dirigida al ex-Presidente de la URSS Gorbachov por violar el artículo 119 de la Constitución soviética y el artículo 71 de la Constitución de la República Socialista Soviética de Azerbaiyán. Gorbachov se disculpó más tarde ante Azerbaiyán en 1995 al afirmar: "La declaración del estado de emergencia en Bakú fue el error más grande de mi carrera política".
En 1994, la Asamblea Nacional de Azerbaiyán adoptó una evaluación política y jurídica completa de los eventos del enero negro. De acuerdo con el Decreto del Presidente de Azerbaiyán, Heydar Aliyev, del 16 de diciembre de 1999, todas las víctimas de la represión recibieron un título honorario de "mártir del 20 de enero" (en azerí: 20 yanvar şəhidi).
El 20 de enero está marcado como el Día de los Mártires (o, literalmente, "el Día del Dolor de la Nación") en Azerbaiyán.